# وكالة الدفاع الأوروبية
وكالة الدفاع الأوروبية (بالإنجليزية: European Defence Agency)‏ المعروفة اختصاراً بـ EDA هي وكالة تابعة للاتحاد الأوروبي تعمل على تعزيز وتسهيل التكامل بين الدول الأعضاء ضمن السياسة الأمنية والدفاعية المشتركة للاتحاد الأووروبي. يرأس وكالة الدفاع الأوروبية الممثل السامي للشؤون الخارجية والسياسة الأمنية، وتقدم تقاريرها إلى مجلس الاتحاد الأوروبي. تأسست الوكالة في 12 يوليو 2004 ومقرها في مبنى كورتنبرغ ‏ في بروكسل عاصمة بلجيكا.
تشارك كافة الدول الأعضاء في الاتحاد الأوروبي في أعمال الوكالة.
تشكل وكالة الدفاع الأوروبي والدائرة الأوروبية للشؤون الخارجية معاً أمانة التعاون المنظم الدائم، وهو التكامل الهيكلي الذي اتبعه 26 من 27 من القوات المسلحة الوطنية للاتحاد الأوروبي منذ عام 2017.

### المهام
أسس مجلس الاتحاد الأوروبي وكالة الدفاع الأوروبية "لدعم الدول الأعضاء والمجلس في جهودهم لتحسين القدرات الدفاعية الأوروبية في مجال إدارة الأزمات والحفاظ على سياسة الأمن والدفاع الأوروبية كما هي الآن وتطويرها في المستقبل". ضمن هذه المهمة الشاملة ثلاث وظائف؛
- دعم تطوير القدرات الدفاعية والتعاون العسكري بين الدول الأعضاء في الاتحاد الأوروبي.
- تحفيز البحث والتكنولوجيا الدفاعية وتقوية صناعة الدفاع الأوروبية.
- العمل كواجهة عسكرية لسياسات الاتحاد الأوروبي.

تعمل الوكالة على تحفيز وتشجيع التعاون وإطلاق مبادرات جديدة وتقديم الحلول لتحسين القدرات الدفاعية. وهي المكان الذي تقوم فيه الدول الأعضاء الراغبة في تطوير قدراتها في التعاون بذلك. كما أنه عامل مساعد رئيسي في تطوير القدرات اللازمة لدعم سياسة الأمن والدفاع المشتركة للاتحاد.

## الموازنة
يتم تمويل الوكالة من قبل أعضائها بما يتناسب مع الدخل القومي الإجمالي لها. وأثر ذلك هو أن بعض الدول تدفع مساهمات مختلفة في الميزانيات عن غيرها. على سبيل المثال، في العام 2007 كانت ألمانيا أكبر مساهم في الميزانية بتكلفة قدرها 4،202،027 يورو تليها المملكة المتحدة التي دفعت 3،542،487 يورو فيما حلت فرنسا في المرتبة الثالثة حيث دفعت 3،347،139 يورو.
تغطي هذه الموازنة تكاليف تشغيل الوكالة. بينما يتم تمويل المشاريع الفردية بشكل منفصل.
| السنة | الموازنة (مليون يورو) | الإنفاق (مليون يورو) |
| ----- | --------------------- | -------------------- |
| 2004  | 1.9                   | 0.4                  |
| 2005  | 20.7                  | 12.8                 |
| 2006  | 22.7                  | 18.8                 |
| 2007  | 22.4                  | 21.5                 |
| 2008  | 27.5                  | 26.2                 |
| 2009  | 29.2                  | 28.1                 |
| 2010  | 31.0                  | 30.5                 |
| 2011  | 30.5                  | 30.5                 |
| 2012  | 30.5                  | 30.5                 |
| 2013  | 30.5                  | 30.5                 |
| 2014  | 30.5                  | 30.5                 |
| 2015  | 30.5                  | 30.1                 |
| 2016  | 30.5                  | 30.5                 |
| 2017  | 31.6                  | 31.4                 |
| 2018  | 33.6                  | 32.9                 |
| 2019  | 35.3                  | 34.7                 |
| 2020  | 37.6                  | 37.0                 |
| 2021  | 37.5                  | (يحدد لاحقًا)         |